# Isole Gambier
Le isole Gambier (in francese: Îles Gambier o Archipel des Gambier) sono un piccolo gruppo di isole della Polinesia Francese, localizzate a sud-est dell'arcipelago delle isole Tuamotu.

## Geografia e cultura

Bandiera delle Isole Gambier

Sono generalmente considerato un arcipelago separato dal gruppo delle Tuamotu sia per la loro cultura e lingua (lingua mangareva), sia perché più strettamente correlate alle Isole Marchesi da un punto di vista morfologico. Mentre le Tuamotu comprende diversi atolli corallini, le Gambier, in particolare Mangareva, sono di origine vulcanica. A causa della sua vicinanza, l'atollo delle Temoe è talvolta incluso tra le Gambier.

## Isole principali
- Akamaru
- Aukena
- Mangareva
- Taravai

## Isole minori emotu
| - Agakauitai - Gaioio - Kamaka - Kouaku - Makaroa | - Manui - Mekiro - Tarauru roa - Tauna - Tekava | - Teauanone - Tenoko - Tepapuri - Tokorua - Totegegie |

## Atollo
- Temoe